# Церковь Томаса Бекета
Церковь Томаса Бекета (англ. Church of St Thomas the Martyr) — церковь в Монмуте, на юго-востоке Уэльса, расположенная у Моста Монноу через реку Монноу. Как минимум часть построек датируется примерно 1180 годом, и сохранилась норманская алтарная арка, хотя интерьер был значительно перестроен в начале XIX века. Церковь — одно из 20 строений, входящих в Тропу культурного наследия Монмута, и имеет статус культурного наследия II*.

## История и архитектура
Здание построено из старого красного песчаника. Оно посвящено Томасу Бекету, и стало часовней шаговой доступности Монастырской церкви святой Марии, у которой не было своего прихода. Церковь упомянута в папском указе папы Урбана III в 1186 году. Предположительно существует с 1170 года, хотя Чарльз Хит (Charles Heath) в 1800 году докладывал о существовании более ранней англосаксонской архитектуры в формах церкви.
И церковь, и расположенный рядом мост пострадали при пожаре во время Монмутской битвы 1233 года (части восстания баронов против Генриха III). Церковь была отремонтирована с использованием десятка дубов, доставленных из леса Ден (Dean) в 1234 году. В 1256 году в церкви жили анахореты.
Джон Гилберт, епископ Херефорда, обнаружил течь в крыше ризницы, что в настоящее время не используется приходом, в 1397 году. В 1610 году церковь была ещё маленькой, с башней. Ей, видимо, пренебрегали до начала XIX века; в 1829 году инспекция епископа Хантингфорда говорит о ней «этот ветхий и заброшенный храм». Его инспекция также описывает непропорционально маленькую башню, расположенную над западным фронтоном. В 1830 году вновь стала возрождаться. Основное восстановление и расширение церкви было завершено лондонским архитектором Томасом Генри Уаттом (Thomas Henry Wyatt), добавившим скамьи и галерею. Ризницы были построены в 1887-8 годах.
Алтарная арка и два дверных проёма предположительно сохранились от оригинального строения; надпись на южной стене украшена грубыми изображениями лиц, птиц и змей в духе темы Эдемского сада. На первый взгляд это отлично сохранившийся образец шрифта XII века, но ныне принято считать, что это качественная стилизация XIX века. Вторая из надписей датируется XV веком.
Дальнейшая работа производилась уэльским архитектором Джоном Причардом (John Prichard), и она была завершена в 1875 году. Западная башня была заменена на колокольную арку. Восточное окно датировано 1957 годом, и последнее восстановление церкви производилось в 1989-91 годах.
У церкви выложена керамическая мозаика, иллюстрирующая две тысячи лет местной истории.

### Имена служащих церкви
- 1830 Joseph Fawcett Beddy
- 1870 Thomas O. Tudor
- 1879 Peter Potter
- 1891 Francis Dudley
- 1915 James Percy Lax Amos
- 1923 H. Raymond Harvey
- 1924 Ernest Anderson Thorne
- 1939 Edmund Loftus MacNaghten
- 1942  Ronald Davies
- 1943 Edmund Ronald James Henry
- 1947 Oliver Vivian Griffiths
- 1964 Norman Havelock Price
- 1993 Julian Francis Gray
- 1998 Richard Pain
- 2009 David McGladdery[11]